# Sainte-Savine
Sainte-Savine is een gemeente in het Franse departement Aube (regio Grand Est). De gemeente telde 10.457 inwoners op 1 januari 2022. De plaats maakt deel uit van het arrondissement Troyes.

## Geschiedenis
In de 7e eeuw werd hier door de bisschop van Troyes een oratorium gebouwd waar de heilige Savine, een 3e-eeuwse martelares, werd vereerd. Hierrond ontstond een dorp. Rond 1540 werd de parochiekerk van Sainte-Savine gebouwd, die afhing van de Abdij van Montier La Celle.
De gemeente was in de 19e eeuw een belangrijk centrum voor de productie van bonnetterie. De gemeente had te lijden onder de economische crisis van de jaren 1970 maar in de jaren 1980 werd nieuwe industrie aangetrokken. Ook werden oude industriële panden omgebouwd voor een woonfunctie.

## Geografie
De oppervlakte van Sainte-Savine bedroeg op 1 januari 2022 7,55 vierkante kilometer; de bevolkingsdichtheid was toen 1.385 inwoners per km².
De onderstaande kaart toont de ligging van Sainte-Savine met de belangrijkste infrastructuur en aangrenzende gemeenten.

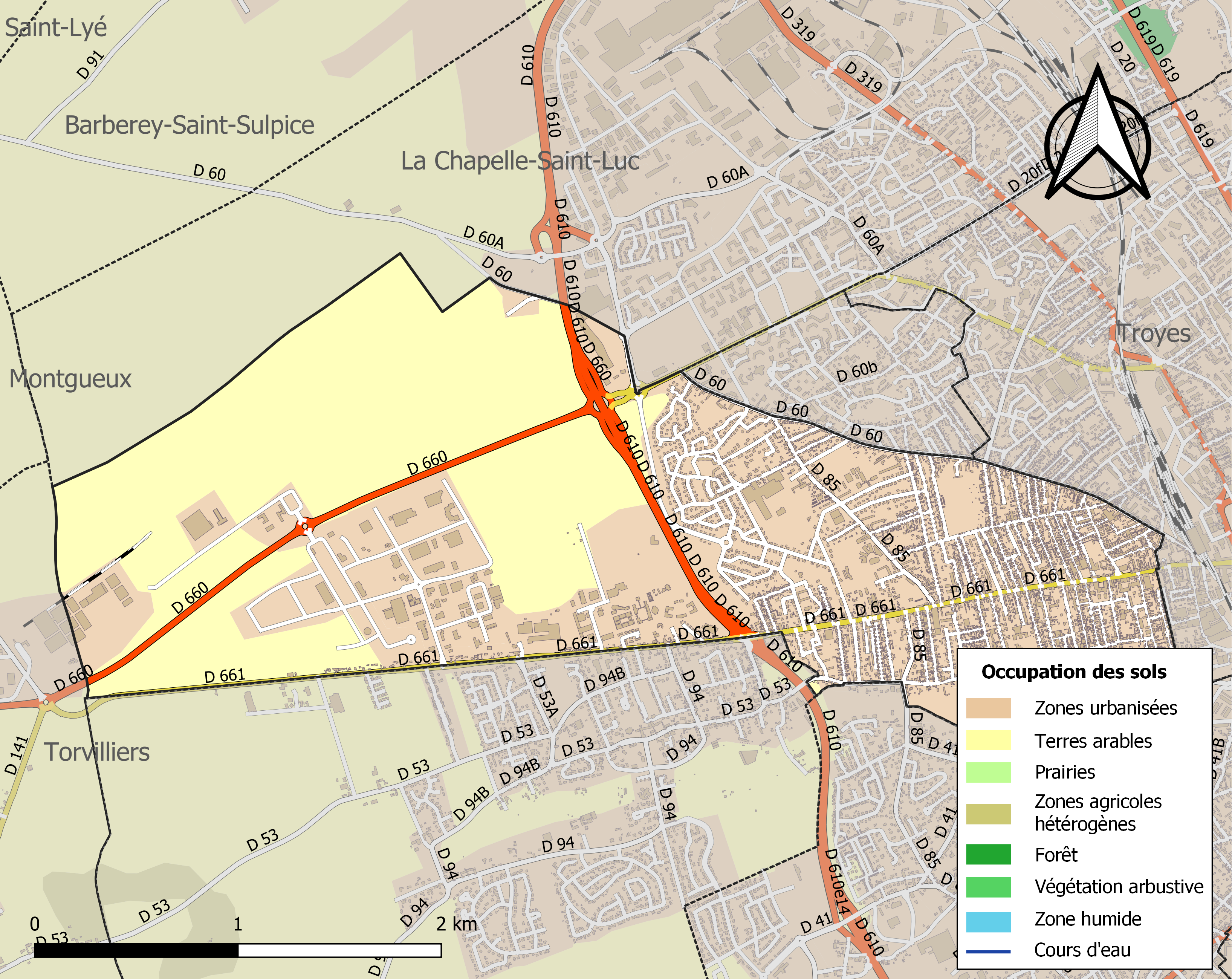

## Demografie
Onderstaande figuur toont het verloop van het inwonertal (bron: INSEE-tellingen).

Vanwege een beveiligingsprobleem met de MediaWiki Graph-software is het momenteel niet mogelijk deze grafiek weer te geven. Zodra de software is bijgewerkt zal de grafiek vanzelf weer zichtbaar worden.